# Alexander Semjonowitsch Beljakow

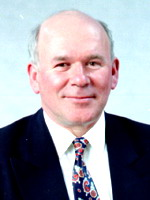
Alexander Semjonowitsch Beljakow

Alexander Semjonowitsch Beljakow (russisch Александр Семёнович Беляков; * 20. Mai 1945 in Sortawala, Karelo-Finnische Sozialistische Sowjetrepublik, UdSSR) ist ein russischer Politiker und ehemaliges Mitglied der Staatsduma Russlands.

## Leben
Beljakow absolvierte 1963 die Technische Eisenbahnschule in Petrosawodsk und das Leningrader (heute Sankt Petersburg) Landwirtschaftsinstitut im Jahr 1979. Zwischen 1980 und 1990 war er als Leiter einer Geflügelfarm im Wyborgski Rajon tätig.
1991 wurde Beljakow zum Verwaltungsleiter der Oblast Leningrad ernannt. 1996 kandidierte er für das Amt des Gouverneurs der Leningrader Oblast, verlor jedoch die Wahl.
Von 1999 bis 2005 saß er als Abgeordneter in der Staatsduma. Zudem war er von 1994 bis 1996 Mitglied der Föderationsversammlung.
Seit 2006 bekleidet Beljakow den Posten des stellvertretenden Vorsitzenden im Vorstand der "Rosselchosbank", einer staatlichen Geschäftsbank.